# (541005) 2017 XZ58
(541005) 2017 XZ58 es un asteroide perteneciente al cinturón de asteroides descubierto el 18 de marzo de 2009 por el equipo del Spacewatch desde el Observatorio Nacional de Kitt Peak, Arizona, Estados Unidos.

## Designación y nombre
Designado provisionalmente como 2017 XZ58.

## Características orbitales
2017 XZ58 está situado a una distancia media del Sol de 2,276 ua, pudiendo alejarse hasta 2,859 ua y acercarse hasta 1,694 ua. Su excentricidad es 0,255 y la inclinación orbital 25,85 grados. Emplea 1254,95 días en completar una órbita alrededor del Sol.

## Características físicas
La magnitud absoluta de 2017 XZ58 es 16,8. 